# Ana Klašnja
Ana Klašnja, slovenska balerina, televizijska osebnost in igralka, * 1980
Ima status priznane solistke v baletnem ansamblu SNG Opera in balet Ljubljana, kjer je stalna članica od leta 2001. Je žirantka v resničnostni oddaji Slovenija ima talent od tretje sezone dalje.

### Ples
Plesati je začela pri osmih v zasebni šoli, pri desetih pa je odšla v državno. Srednjo glasbeno in baletno šolo v Ljubljani je končala leta 1998. Kot deklico so jo privlačili lepi kostumi in čarobnost. V tujino se ni poskusila prebiti, ker se ji je v Sloveniji odprlo. Ob tem ji je žal, vendar meni, da ji tam ne bi uspelo priti do glavnih vlog.
Prvo solistično vlogo je odplesala leta 2002 kot Klara v predstavi Hrestač.

### Oglaševanje
Promovirala je športno trgovino Polleo Sport, hotele Liffe Class Portorož in izdelke Huawei, Intimea, L'Occitane, WaterOut XXL (Sensilab) in iRobot. Leta 2018 je nastopila v TV oglasu za šampon Subrina.

### Zasebno
S plesalcem Miho Krušičem ima sina.

## Status v ljubljanskem baletnem ansamblu
- 2015 • priznana solistka[12]
- september 2007 • solistka[13]

## Filmografija

### Film
- Lebdenje, baletna zgodba Rut Vavpotič (TV dokumentarno-igrani, 2020): Rut Vavpotič
- Po sledeh baleta (TV dokumentarni, 2019)
- Ballet du temps: Jaz sem ples in ples je naš čas (TV kratki, 2019)
- Julija in alfa Romeo (igrani, 2015): profesorica matematike
- 50 let Župančičevih nagrad (kratki dokumentarni, 2014)

### Televizija
- Slovenija ima talent (3. sezona) (2013)
- Slovenija ima talent (4. sezona) (2014)
- Slovenija ima talent (5. sezona) (2015)
- Slovenija ima talent (6. sezona) (2016)
- Slovenija ima talent (7. sezona) (2018)
- Slovenija ima talent (8. sezona) (2021)

## Nagrade
- 2007 Župančičeva nagrada za vlogo Julije v baletu Romeo in Julija Sergeja Prokofjeva in v koreografiji madžarskega koreografa Yourija Vàmosa.[14]
- 2004 Nagrada Lydie Wisiak za izjemne dosežke v letu 2003: za vlogo Klare v baletu Hrestač koreografa Yourija Vamosa (Društvo baletnih ustvarjalcev Slovenije)[15]